# Эдмондс, Хью
Хью Э́дмондс (англ. Hugh Edmonds; 1884, Крайстон — дата смерти неизвестна) — шотландский футболист, вратарь.

## Биография
Начал карьеру в шотландском клубе «Гамильтон Академикал». В 1907 году перешёл в ирландский «Дистиллери». Впоследствии играл за «Линфилд».
В октябре 1909 года перешёл в английский «Болтон Уондерерс». В сезоне 1909/10 сыграл за «Болтон» 4 матча в Первом дивизионе. Клуб завершил сезон на 20-м месте и выбыл во Второй дивизион. В сезоне 1910/11 провёл ещё 6 матчей за основной состав, но большую часть времени играл за резервную команду.
В феврале 1911 года перешёл в «Манчестер Юнайтед» в качестве экстренной замены получившего травму Гарри Могеру. Дебютировал за «Юнайтед» 11 февраля в игре против «Бристоль Сити». В оставшихся 13 матчах чемпионата пропустил 13 голов и 6 раз сыграл «всухую», чем помог своей команде достойно завершить сезон 1910/11 и стать чемпионом Англии.
В начале следующего сезона сыграл в матче на Суперкубок Англии, в котором Гарольд Халс забил 6 голов, а «Юнайтед» выиграл со счётом 8:4. В сезоне 1911/12 был основным голкипером «Манчестер Юнайтед», сыграв 30 матчей в чемпионате (пропустил 44 мяча) и 6 — в Кубке Англии (пропустил 8 мячей). В том сезоне «Юнайтед» выступил неудачно и не смог защитить чемпионский титул, заняв лишь 13-е место.
После завершения сезона 1911/12 Эдмондс был продан в ирландский «Гленавон». Год спустя он вернулся в «Дистиллери».
Выступая в Ирландии, Эдмондс получил вызов и сыграл 1 матч за сборную ирландской лиги.

## Достижения
Манчестер Юнайтед
- Чемпион Первого дивизиона: 1910/11
- Обладатель Суперкубка Англии: 1911